# Droits de l'homme au Nigeria

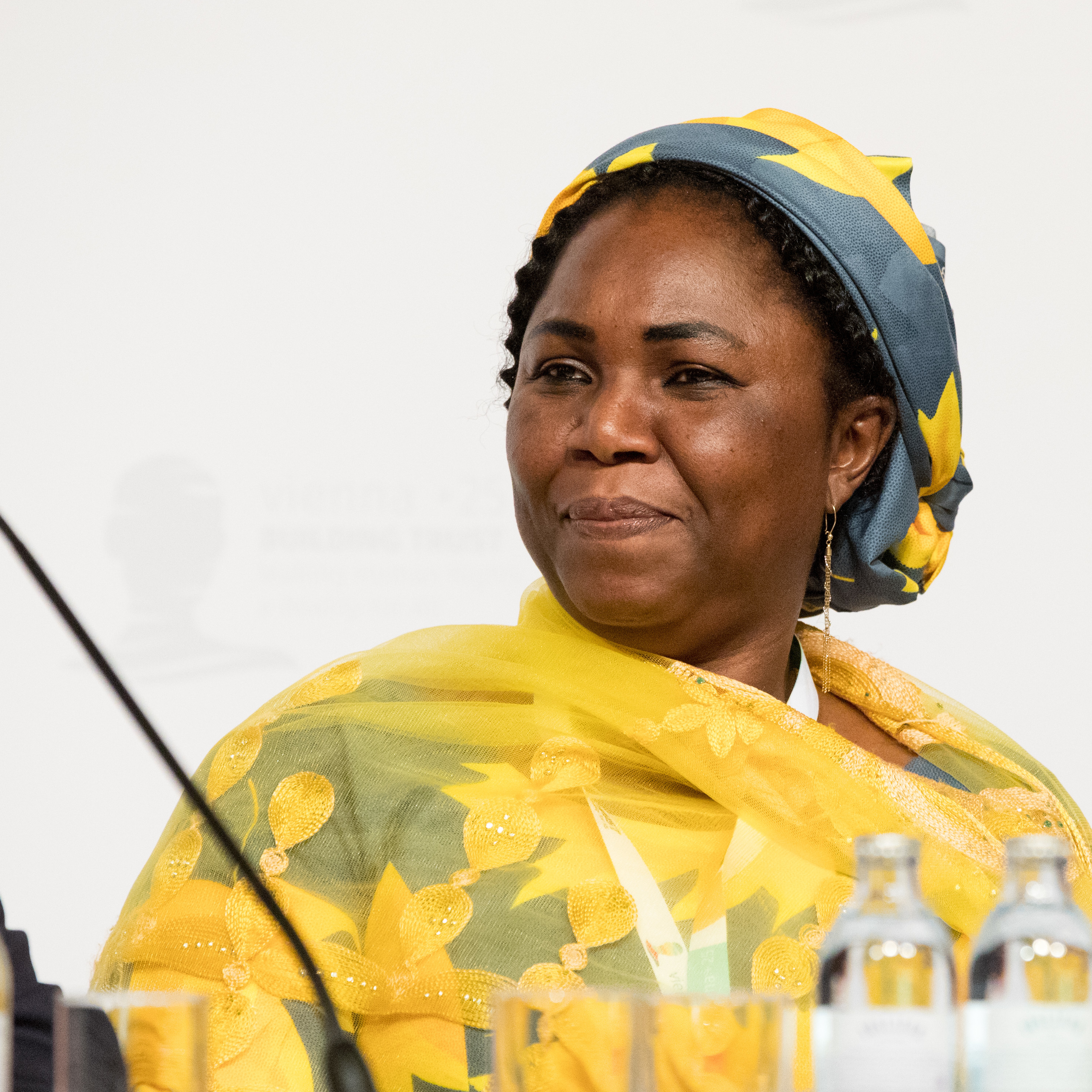
Hauwa Ibrahim

Les droits de l'homme au Nigeria sont protégés par la constitution actuelle de 1999. Alors que le Nigeria a fait des progrès majeurs en matière de droits de l'homme en vertu de cette constitution, le rapport américain sur les droits de l'homme de 2012 note plusieurs domaines dans lesquels des améliorations supplémentaires sont nécessaires, notamment les abus de Boko Haram, les meurtres commis par les forces gouvernementales, le manque d'égalité sociale et des problèmes de liberté d'expression. Le rapport mondial 2015 de Human Rights Watch indique que l'intensification de la violence par Boko Haram, les restrictions des droits LGBTIQ et la corruption gouvernementale continuent de saper le statut des droits humains au Nigeria.

## Histoire depuis l'indépendance
Dans la période entre l'indépendance du Nigeria en 1960 et le retour à la démocratie en 1999, le pays a eu deux chefs d'État, un nommé, un successeur militaire et sept coups d'État, c'est-à-dire une junte militaire. En 1979, le Nigeria a adopté un système présidentiel pour instaurer correctement le droit de choisir qui les gouverne avec une nouvelle constitution. Cette constitution garantit les droits humains fondamentaux qui sont constamment bafoués.
Le régime du général Ibrahim Babangida, entre autres, est réputé pour ses violations flagrantes des droits de l'homme.
Bien que le Nigeria ait été actif dans la signature et la ratification des traités internationaux relatifs aux droits de l'homme au fil des ans, il rencontre des difficultés lorsqu'il tente de mettre en œuvre ces traités au niveau national. Le Nigeria fonctionne selon un système dualiste et ne peut appliquer les traités internationaux que s'ils sont ratifiés par les chambres législatives du Nigeria. En outre, la constitution nigériane protège les droits civils et politiques, mais les traités internationaux comme la Charte africaine étendent également la protection aux droits culturels, socio-économiques et collectifs. Parce que la constitution nigériane est la loi suprême, la Cour suprême du Nigeria résout souvent les conflits en faveur de la Constitution, limitant ainsi l'expansion des droits humains potentiels.

## Liberté d'expression
Lorsque le général Ibrahim Babangida prend le pouvoir en 1985 et abroge le décret n°4 de 1984, une loi qui érige en crime la publication de tout document considéré comme embarrassant ou contraire aux intérêts du gouvernement, il y a un nouvel espoir de liberté d'expression tant par le peuple que par les médias. Au sein du régime de Babangida, la tolérance politique s'installe pendant un certain temps. Cependant, cette brève incursion dans le domaine des droits de l'homme échoue lorsque le régime commence à emprisonner ses détracteurs et à licencier les employés qui ne défendent pas leurs opinions et leurs idées. Le régime de Babangida ferme plus de journaux et interdit plus d'organisations populaires que tout autre dans l'histoire post-coloniale du Nigeria.
Les paparazzi au Nigeria font souvent l'objet de tactiques alarmistes et d'intimidation. Les journalistes font l'objet de « conversations » avec les services de sécurité de l'État qui impliquent des menaces et des peines d'emprisonnement. Il y a continuellement des fermetures de journaux. En 1990, The Republic, Newbreed, Lagos Daily News, The Punch et divers autres journaux sont fermés à un moment donné par le gouvernement fédéral.
En 1999, la liberté d'expression est protégée par la nouvelle Constitution nigériane. Cependant, des lois sur la diffamation sont ensuite adoptées.
Les critiques soutiennent que bien que les mesures de liberté de la presse se soient améliorées, il y a encore place à l'amélioration. Le Nigeria est décrit comme « partiellement libre » dans le rapport Freedom of the Press 2011 publié par Freedom House (voir les classements annuels dans la section plus bas).
Le 26 avril 2020, l'indice mondial de la liberté de la presse de Reporters sans frontières classe le Nigeria 115 sur 180 pays. Reporters sans frontières cite le meurtre, la détention et la brutalité de journalistes ainsi que les tentatives ciblées de réduction de l'espace civique par le gouvernement nigérian comme raison du classement. Cependant, ce classement est supérieur au 146e rang que Transparency International a attribué au Nigeria plus tôt dans l'année en ce qui concerne la corruption. Le rapport de Reporters sans frontières déclare en outre : « Avec plus de 100 journaux indépendants, la nation la plus peuplée d'Afrique bénéficie d'un véritable pluralisme des médias mais couvrir des histoires impliquant la politique, le terrorisme ou le détournement de fonds par les puissants est très problématique ».
Le 24 juillet 2020, le responsable des Nations unies exhorte les autorités nigérianes à libérer immédiatement un éminent défenseur des droits humains Mubarak Bala, qui est détenu depuis plus de deux mois sans inculpation, accusé de blasphème.
Fin septembre 2020, les experts des droits de l'homme des Nations unies exhortent les autorités nigérianes à libérer le chanteur Yahaya Sharif-Aminu, qui est reconnu coupable et condamné à mort pour une chanson prétendument blasphématoire. Le groupe des procédures spéciales des Nations unies pour les droits de l'homme affirme qu'un groupe de personnes a incendié la maison du chanteur le 4 mars.
Le 4 juin 2021, le gouvernement fédéral du Nigeria annonce l'interdiction de Twitter après que le tweet du président Muhammadu Buhari est supprimé par Twitter pour avoir été abusif contre une tribu spécifique du pays et capable d'inciter à la violence, ce qui est contraire aux règles d'engagement sur la plate-forme,. Cette décision peut être considérée comme une nouvelle violation des droits de l'homme et de la liberté d'expression des Nigérians par un gouvernement civil.

## Infractions gouvernementales
Les forces de sécurité nigérianes sont fréquemment accusées de procéder à des arrestations arbitraires, des actes de torture, des disparitions forcées, des assassinats et des exécutions sommaires extrajudiciaires. Ces abus se produisent généralement dans le contexte des opérations de sécurité du gouvernement nigérian ou sont dirigés contre des organisations et des individus politiques et religieux. Plusieurs cas de massacres d'opposants politiques et d'agitateurs par les forces de sécurité sont signalés.

### Armée
Du 12 au 14 décembre 2015, l'armée nigériane a perpétré le massacre de 347 membres du Mouvement islamique du Nigeria (IMN) à Zaria, dans l'État de Kaduna, et a enterré les corps dans des fosses communes. En mars 2020, il est révélé que certains soldats de l'armée nigériane ont profité des pénuries alimentaires dans les camps de réfugiés de l'État de Borno et ont violé des femmes dans des « camps satellites » désignés par des femmes en échange de leur donner de la nourriture. Ces pénuries alimentaires dans les camps de réfugiés ont également entraîné la mort de « milliers » de personnes depuis 2015. Le 4 avril 2020, trois soldats de l'armée sont arrêtés dans l'État de Lagos pour avoir menacé de violer des femmes. Le 21 mai 2020, deux déserteurs de l'armée de l'État de Lagos sont arrêtés pour leur implication dans le meurtre d'un sergent de police le 10 mai 2020. Les tireurs, qui sont ensuite placés en garde à vue par l'armée, sont également assistés d'un policier nigérian et sont recherchés pour « crimes violents ».

### Force de police
Au Nigeria, la police nigériane est généralement considérée comme inefficace et corrompue. La Force opérationnelle interarmées nigériane (JTF) fournit une réponse inadéquate et violente aux attaques de Boko Haram. La JTF est impliquée dans le meurtre de suspects sans procès équitable ainsi que dans le meurtre de membres aléatoires de communautés soupçonnées de soutenir Boko Haram. Cette approche « brutale » viole les droits de l'homme avec son manque d'accès à un procès équitable et l'utilisation de techniques discriminatoires pour déterminer les auteurs de violence.
Au sein des forces de police nigérianes régulières, la corruption et les violations, notamment l'extorsion et le détournement de fonds, sont très répandues. Les forces de police profitent de la population en érigeant des barrages routiers payants et en prenant de l'argent sans raison légale. Au sein des forces de police, il n'y a pas d'égalité de protection en vertu de la loi. Les riches sont en mesure d'acheter la police pour assurer leur sécurité et d'attendre d'elle qu'elle ferme les yeux sur les activités illégales auxquelles ils participent.
En 2019, plusieurs affaires impliquent des officiers de la brigade anti-culte de la police nigériane à Lagos, des agents du SRAS ,,,,.
En 2020, cela concerne plusieurs officiers de la police nigériane,,,,,,,,,,,,.
Le 21 octobre 2020, le secrétaire général de l'ONU, António Guterres, publie une déclaration critiquant les autorités nigérianes, car de nombreux manifestants sont abattus ou blessés lors d'une violente escalade à Lagos. Amnesty International signale qu'au moins 12 personnes sont abattues, mais le gouvernement ne confirme que deux décès en octobre. En novembre, le gouvernement admet que des balles réelles ont été tirées à Lekki (en) par la police. En décembre 2020, le gouvernement confirme que 51 civils, onze policiers et sept soldats ont perdu la vie dans le conflit en cours entre les manifestants et la police. Les manifestants exigent des réformes de la police et Lekki Toll Gate est devenu un cri de ralliement pour les Nigérians.

### Controverses et démantèlement du SRAS
Le 22 octobre 2020, le président nigérian Muhammadu Buhari confirme dans un discours diffusé publiquement que la controversée Special Anti-Robbery Squad (en) (SARS) du Nigeria a été démantelée, en réponse aux demandes des manifestations généralisées EndSARS. Il accuse également certains membres du SRAS d'avoir commis « des actes de force excessive » lorsque l'unité était opérationnelle. Des plans sont alors mis en place pour poursuivre également certains anciens membres du SRAS pour extorsion, viol et meurtre. De nombreux Nigérians accusent depuis longtemps l'unité de police controversée d'avoir commis des actes d'extorsion, de viol, de torture et de meurtre.

### Corruption
Le Nigeria est qualifiée d'avoir l'un des niveaux de corruption les plus élevés au monde (en). Cela se voit particulièrement dans le secteur public, notamment le vol de fonds publics et l'acceptation de pots-de-vin. On estime qu'entre 1999 et 2007, le pays a perdu environ 4 à 8 milliards de dollars par an en raison de la corruption.
Les politiciens siphonnent souvent les fonds publics pour poursuivre leur carrière politique et paient également des gangs pour les aider à truquer les élections. Les élections depuis la fin du régime militaire qui ont lieu en 1999, 2003 et 2007 sont sanglantes et ouvertement truquées. En 2007, les urnes sont visiblement bourrées par des voyous rémunérés et dans certains cas, les résultats électoraux sont simplement inventés. Human Rights Watch estime qu'au moins 300 personnes sont tuées en raison des élections de 2007 et cela est considéré comme une estimation prudente, citée dans un entretien téléphonique de Human Rights Watch avec Derrick Marco, directeur national du Nigeria en mars 2007. Ces mesures de violence et d'intimidation découragent le grand public de voter. Ceux qui sortent sont attaqués par des gangs embauchés.
L'actuelle quatrième République du Nigéria renforce ses lois contre la corruption. Dans le cadre de ses efforts, le gouvernement a créé la Commission indépendante des pratiques de corruption (en) (ICPC) et la Commission des crimes économiques et financiers (EFCC) au début des années 2000. Cependant, en raison de l'institutionnalisation antérieure de la corruption, la bataille contre la corruption est en cours. Ces institutions anti-corruption font des tentatives pour lutter contre le problème, mais semblent plutôt indulgentes en termes de punition des contrevenants condamnés. L'ancien gouverneur de l'État d'Edo, Lucky Igbinedion (en), plaide coupable d'avoir détourné 2,9 milliards de nairas (environ 24,2 millions de dollars). Cependant, il négocie avec l'EFCC et il est condamné à une amende de 3,5 millions de nairas (29 167 $) et ne purge aucune peine de prison. Depuis janvier 2015, de nombreux politiciens de haut niveau ne font toujours pas l'objet d'enquêtes et seuls les fonctionnaires de niveau inférieur sont arrêtés.
En 2015, le président nigérian nouvellement élu Muhammadu Buhari lance une vaste campagne de répression contre la corruption au Nigeria. Malgré les critiques, la Commission nigériane des crimes économiques et financiers (EFCC) annonce en mai 2018 que 603 personnalités nigérianes ont été condamnées pour corruption depuis que Buhari a pris ses fonctions en 2015. L'EFCC annonce également que pour la première fois dans l'histoire du Nigeria, des juges et des officiers supérieurs de l'armée, y compris des chefs de service à la retraite, sont poursuivis pour corruption. En janvier 2020, cependant, l'indice de perception de la corruption (IPC) de Transparency International place toujours le Nigeria au 146e rang sur 180 pays étudiés,. En octobre 2020, cependant, même les manifestants de End SARS allèguent que les policiers nigérians, bien qu'ils soient connus pour avoir une longue histoire de corruption,, , ne sont désormais pas suffisamment payés et, malgré les protestations contre la brutalité policière, appellent pour une augmentation des salaires des policiers afin qu'ils puissent être « rémunérés de manière adéquate pour protéger la vie et les biens des citoyens » comme l'une de leurs cinq revendications.

### Expulsions forcées
Les expulsions forcées font partie intégrante de la violation des droits humains. Ils consistent en l'expulsion forcée de personnes sans leur consentement et contre leur gré, à titre temporaire ou permanent, de leur patrie, lieu normal de résidence, sans préparatifs clairs en vue d'une indemnisation adéquate et d'une relocalisation. Cela accroît les problèmes de déplacement des individus et de sans-abrisme dans les pays. Les gouvernements à différents niveaux continuent d'expulser de force des personnes sans compensation adéquate dans certains pays africains, dont le Nigeria , qui est estimé avoir la plus grande population de bidonvilles urbains en Afrique subsaharienne en termes de taille et de pourcentage de la population totale. Le Centre sur les droits au logement et les expulsions (en) (COHRE) qualifie le Nigeria de violateur constant des droits au logement.
Le gouvernement nigérian expulse de force plus de 2 millions de personnes entre 2000 et 2009. Dans le seul État de Lagos, entre 2003 et 2015, les communautés de Makoko Yaba, Ijora East, Ijora Badiya, PURA-NPA Bar Beach, Ikota Housing Estate, Ogudu Ori-Oke, Mosafejo in Oshodi, Agric-Owutu, Ageologo-Mile 12, et Mile 2 Okokomaiko sont expulsées de force sous prétexte de développement,. Entre juillet et septembre 2000, au moins 50 000 personnes à Abuja sont expulsées sans préavis ni relogement adéquat. Les expulsions sont effectuées pour déplacer des communautés/établissements qui, selon le gouvernement, ont déformé le plan directeur de développement d'Abuja.
Dans l'État de Lagos, au Nigéria, les expulsions forcées sont effectuées dans le but principal de récupérer les terres et de construire des appartements de luxe alors que la population du pays continue de monter en flèche, créant des déficits de logements,,. Cependant, cela engendre la discrimination et l'inégalité car les nouveaux bâtiments ne répondent à aucun besoin de logement pour la population en général. En juillet 2016, le ministère du Développement des infrastructures riveraines de l'État de Lagos, après un préavis de 72 heures, a expulsé de force les habitants de Makoko, une communauté riveraine composée de six villages - Oko Agbon, Adogbo, Migbewhe, Yanshiwhe, Sogunro et Apollo sans ordonnance du tribunal. Cela a rendu environ 30 000 personnes sans abri,,. Makoko est l'une des neuf communautés ciblées par le projet de développement métropolitain et de gouvernance de Lagos (LMDGP) de 200 millions de dollars financé par la Banque mondiale du gouvernement de l'État de Lagos pour l'urbanisation, la gestion des déchets, le drainage et l'approvisionnement en eau,. La communauté qui existe depuis plus de 100 ans aurait commencé comme une colonie de pêcheurs du Togo et de la République du Bénin.
En février 2013, le gouvernement de l'État de Lagos a démoli au moins 266 structures dans la communauté de Badia East, qui servaient d'habitations et de commerces. Le plan d'action pour la réinstallation adopté en avril 2013 ne prévoyait pas de solutions claires pour une réinstallation adéquate des personnes déplacées. Badia est l'une des communautés qu'il est prévu d'urbaniser en la transformant en bidonville dans le cadre du projet de développement métropolitain et de gouvernance de Lagos (LMDGP), financé par la Banque mondiale à hauteur de 200 millions de dollars. Le projet prévoit une réinstallation involontaire minimale et, en cas de nécessité absolue, celle-ci doit avoir été discutée et convenue avec les habitants, y compris un préavis adéquat, une compensation et des plans de réinstallation bien détaillés.
Entre 2016 et 2017, Otodo-Gbame, une communauté de pêcheurs ancestrale, et la communauté Ilubrin sont chassées de force de leurs maisons, faisant des morts après 12 jours d'avis d'expulsion écrit,. Le 17 mars 2017, malgré une injonction du tribunal de janvier 2017, Itedo, une communauté riveraine de plus de 35 000 personnes a été expulsée de force tôt le matin alors que certains dormaient encore. En 2019, un rapporteur spécial des Nations unies sur le droit à un logement convenable a demandé au gouvernement nigérian de déclarer un moratoire national sur les expulsions forcées.
Le 20 janvier 2020, des habitants de Tarkwa Bay, une communauté riveraine, sont expulsés de force par le personnel de sécurité dans ce qui a été qualifié de violation flagrante des droits de l'homme,. Le vol de pétrole à travers les oléoducs le long de la plage est la raison invoquée par les autorités gouvernementales pour les expulsions forcées.

## Boko Haram
Boko Haram est un groupe terroriste islamiste qui concentre ses attaques sur des responsables gouvernementaux, des chrétiens et d'autres musulmans qui dénoncent leurs actions ou sont censés aider le gouvernement, connus sous le nom de "musulmans traîtres". Les attaques sont principalement concentrées dans le nord-est du Nigeria. Ils citent la corruption commise par le gouvernement national ainsi que l'influence occidentale accrue comme principale raison de leurs actions souvent violentes. Ce groupe engagé dans le jihad est réuni en 2000 par le chef spirituel Mohammed Yusuf.
En juillet 2009, le Nigeria connaît cinq jours de violence extrême de la part de Boko Haram ainsi qu'avec la réponse gouvernementale. Du 26 au 31 juillet, le groupe tue 37 hommes chrétiens et incendie 29 églises. Après une brève interruption des incidents revendiqués, le groupe refait surface à l'été 2011 avec des attaques d'églises.
En octobre 2013, Amnesty International recommande au gouvernement nigérian d'enquêter sur la mort de plus de 950 membres présumés de Boko Haram morts en détention militaire au cours des six premiers mois de l'année.
En 2014, Boko Haram attire l'attention internationale après l'enlèvement, le 14 avril, d'environ 230 étudiantes d'une école secondaire de la ville septentrionale de Chibok, au Nigeria. Le chef de Boko Haram, Abubakar Shekau, affirme que les filles se sont converties à l'islam et menace de les vendre comme épouses ou esclaves aux membres de Boko Haram . Boko Haram attaque également des écoles dans l'État de Yobe et force des centaines de jeunes hommes à rejoindre leurs forces, tuant ceux qui refusent. La violence persistante dans le nord-est du Nigeria en 2014 cause la mort de plus de 2 500 civils et le déplacement de plus de 700 000 personnes.
Du 3 au 7 janvier 2015, des militants de Boko Haram prennent et rasent les villes de Baga et Doron-Baga et auraient tué au moins 150 personnes lors du massacre de Baga .
Boko Haram tue des civils, enlève des femmes et des filles, enrôle de force des garçons et des hommes et détruit même des maisons et des écoles.
Selon un rapport de l'UNICEF, Boko Haram a enlevé plus de 1 000 enfants entre 2013 et 2018, dont les 276 écolières de Chibok. Plus de 100 filles de Chibok ne sont pas encore rentrées chez elles, même au bout de cinq ans.
Le 2 décembre 2020, les djihadistes de Boko Haram admettent qu'ils sont à l'origine du massacre brutal dans le nord-est du Nigeria. Ils massacrent 76 agriculteurs dans l'État de Borno. Des attaques sont menées par vengeance alors que les agriculteurs aident l'armée nigériane. Ils soutiennent l'armée dans l'arrestation d'un de ses frères, Abubakar Shekau .

## Droits sociaux et égalité

### Droits LGBT
En mai 2013, la Chambre des représentants du Nigéria vote pour adopter le projet de loi sur le mariage homosexuel (en), qui interdit le mariage homosexuel et les démonstrations publiques d'affection entre couples homosexuels et attribue quatorze ans de prison aux personnes engagées dans des relations homosexuelles. Ce projet de loi permet également de punir ceux qui s'associent sciemment à ceux qui s'identifient comme membres de la communauté LGBT ou aident ces personnes à se marier ou à poursuivre ce style de vie. La peine pour complicité de mariage homosexuel est de 5 ans d'emprisonnement. De plus, le projet de loi criminalise toute association avec l'identité gay et la promotion des droits des lesbiennes et des gays, comme les rassemblements privés avec des gays. Le projet de loi sur le mariage homosexuel est ratifié par le président Goodluck Jonathan en janvier 2014 et reçoit de nombreuses condamnations de l'Occident pour sa restriction des libertés d'expression et de réunion de la communauté LGBT au Nigeria. En juillet 2015, le président Muhammadu Buhari, lors d'une de ses visites aux États-Unis d'Amérique, déclare au président américain Barack Obama qu'il ne soutiend pas le mariage homosexuel au Nigeria et que la sodomie est contraire à la loi du pays et odieuse contre la culture nigériane et mode de vie.
Peter Tatchell déclare que le projet de loi sur le mariage homosexuel est "la législation la plus homophobe jamais proposée dans aucun pays du monde". Shawn Gaylord, conseiller juridique de Human Rights First, déclare que le projet de loi sur le mariage homosexuel "établit un dangereux précédent pour la persécution et la violence contre les minorités" non seulement au Nigeria, mais dans toute l'Afrique. Il y a plusieurs cas contre des personnes LGBT au Nigeria et ces cas indiquent que les droits des LGBT sont constamment bafoués au Nigeria et que le gouvernement n'est pas intéressé à le soutenir.

### Droits des femmes
Les femmes au Nigeria (en) sont confrontées à diverses versions des violations des droits humains malgré les dispositions qui leur sont accordées dans la Constitution de 1999. Malgré la possibilité de saisir les juridictions supérieures en cas d'inconstitutionnalité au Nigeria, les femmes n'ont pas souvent recours à cette option et, par conséquent, de nombreuses violations continuent d'être commises.
Les femmes impliquées dans l'économie informelle peuvent souvent jouir d'un certain degré d'autonomie, mais ce sont souvent les hommes qui contrôlent les terres et le crédit, d'un point de vue sociétal. En fonction de leurs relations avec des hommes importants, les femmes instruites peuvent jouir d'un statut social plus élevé. L'éducation a permis à de nombreuses femmes d'accéder au travail salarié, qui échappe généralement au contrôle direct des hommes, mais les femmes restent souvent limitées par les attentes et les frontières sociales. Même lorsqu'elles ont des possibilités d'emploi, la tradition de la société nigériane veut qu'une carrière soit secondaire par rapport au rôle principal de la femme dans la famille en tant que mère ou femme au foyer.
Les femmes nigérianes sont confrontées à des problèmes et des injustices particuliers lorsqu'elles deviennent veuves. Elles sont soumises à des pressions culturelles incompatibles avec les droits de l'homme. Dans la pratique du veuvage, la culture exige que lorsqu'un homme important de la communauté meurt, sa veuve doit agir d'une certaine manière, comme l'a montré Akpo Offiong Bassey dans ses études sur l'État de Cross River. Dans certaines cultures tribales nigérianes, la femme doit d'abord s'isoler. Elles sont également obligées de négliger leur corps ; elles n'ont pas le droit de se raser, de se doucher ou de changer de vêtements. Elles doivent se frotter le corps avec de la bouse de vache et de l'huile de palme et dormir à même le sol. Les veuves doivent également porter du noir, la couleur du deuil, pendant deux ans, afin de montrer leur perte et leur respect pour leur défunt mari. Ces pratiques varient considérablement en gravité et en méthodes, en fonction du contexte culturel individuel. Cependant, il y a un déclin important de ces pratiques ces dernières années.
Outre le deuil, la veuve a des préoccupations immédiates concernant les conditions de vie et les biens à gérer. Dans la plupart des cas, c'est le fils aîné et non la veuve qui hérite de la totalité de la propriété. Les femmes sont culturellement considérées comme des biens et peuvent être héritées comme le reste de la succession du mari. La question de savoir si la veuve peut ou non continuer à résider sur la propriété dépend de sa relation avec son fils aîné ou, s'il n'y a pas de fils, avec l'homme le plus âgé de la famille de son mari. Dans certains cas, la femme doit retourner à son domicile prénuptial après avoir remboursé la dot. L'absence de droits de propriété suffisants rend ces femmes dépendantes des hommes lorsqu'elles sont célibataires, mariées ou veuves.
Bien que la Cour suprême nigériane n'ait pas encore formellement traité de cette question, il existe des cas dans lesquels les tribunaux ont décidé de mettre en œuvre l'égalité garantie par la constitution.
En raison de la nature patrilinéaire des cultures nigérianes, il est souvent considéré comme justifié d'avoir une autre épouse pour s'assurer qu'il y aura un héritier mâle pour perpétuer la lignée de la famille. Dans les décisions relatives à la garde des enfants, l'avis des femmes est souvent ignoré et les décisions sont généralement prises en faveur des hommes.
Les femmes au Nigéria sont également confrontées à la maltraitance de la part de la police et de la société lorsqu'elles vaquent à leurs occupations. Dans l'un des incidents largement condamnés, la police du Territoire de la capitale fédérale (en) a arrêté un groupe de femmes le 27 avril 2019 après avoir fait une descente dans des boîtes de nuit du Territoire de la capitale fédérale et commis des infractions inhumaines à leur encontre pendant leur détention à leur poste,. Cette action a conduit à une condamnation généralisée par différentes activités de défense des droits de l'homme et des appels ont été lancés pour qu'ils soient libérés et que les agents soient poursuivis.

### Travail des enfants et mariage des enfants
Selon le département américain du Travail, 31% des enfants nigérians (environ 14 000 000 d'enfants) âgés de 5 à 14 ans sont des enfants travailleurs qui sont soumis au travail forcé dans divers secteurs. Selon l'Organisation internationale du travail, plus de 15 millions d'enfants au Nigeria seraient des enfants travailleurs. Selon la liste du Département des biens produits par le travail des enfants ou le travail forcé, des cas de travail des enfants sont observés dans le secteur agricole où les enfants participent à la production de cacao, de manioc et de sable, et dans l'industrie minière où ils extraient, exploitent des carrières, et concasser du gravier et du granit.
Le Nigeria se caractérise par de nombreuses petites exploitations agricoles qui dépendent largement de la main-d'œuvre familiale pour leur fonctionnement. Au Nigéria, la plupart des enfants travaillent dans le secteur agricole informel. Au lieu d'aller à l'école, plus de 50 % des enfants vivant dans les zones rurales du Nigeria passent plus de 20 heures par semaine à travailler, ce qui est considéré comme le point à partir duquel l'éducation d'un enfant est affectée de manière significative.
Le mariage précoce est répandu au Nigeria, en particulier parmi les musulmans du nord, en raison de la croyance selon laquelle le mariage précoce empêche la promiscuité. Cependant, la principale cause du mariage précoce est attribuée à la pauvreté par Tim Braimah,. D'après l'enquête démographique et sanitaire du Nigeria (NDHS) de 2013, 58,2 % des filles nigérianes se marient avant l'âge de 18 ans. Par ailleurs, de 2014 à 2020, respectivement 16 % et 43 % des femmes âgées de 15 et 18 ans étaient mariées,.
De nombreuses filles sont mariées avant l'âge de 15 ans, et certaines le sont dès l'âge de 9 ans. Les filles sont extrêmement vulnérables aux maladies et aux violences domestiques, et leur accès à l'éducation est limité en raison de l'âge précoce auquel elles donnent naissance et commencent à s'occuper de leurs enfants.
La loi sur les droits de l'enfant (Child Rights Act) est une source populaire de législation qui a été présentée pour la première fois en 1991 et qui est devenue une loi nationale en 2003. Cette loi prévoit que dans toutes les affaires impliquant un enfant, qui peuvent être soumises à un tribunal pour décision, l'intérêt supérieur de l'enfant est la considération primordiale. Entre autres facteurs visant à protéger les enfants contre les abus et la discrimination, les sections 21 et 23 de la loi rendent illégal le mariage d'un enfant de moins de 18 ans. Si un mari consomme un mariage avec un enfant, cela est considéré comme un viol.
La loi sur les droits de l'enfant est en concurrence avec la charia dans certains États ainsi qu'avec les coutumes et les attentes culturelles dans différentes régions. La loi sur les droits de l'enfant n'est pas promulguée dans 13 des 36 États du Nigeria où d'autres facteurs culturels et religieux influencent largement les lois qui sont promulguées. Même dans les États dotés de lois interdisant le mariage des enfants, ces lois sont inefficaces car il reste de nombreux cas de mariage d'enfants. En vertu des dispositions de la loi sur les droits de l'enfant, toute décision prise dans le cadre d'une procédure judiciaire impliquant un enfant doit tenir compte avant tout de l'intérêt supérieur de l'enfant.

### Minorités ethniques
Les groupes ethniques minoritaires se battent pour l'égalité des droits depuis l'indépendance du Nigeria en 1960. De nombreuses tensions entre les groupes ethniques découlent du système fédéral nigérian et de nombreuses minorités considèrent la structure gouvernementale comme biaisée en faveur des trois principaux groupes ethniques, les Hausa-Fulani au nord, les Yoruba à l'ouest et les Igbo à l'est. Ils croient que la fédération n'inclut pas les minorités, ce qui conduit à des groupes ethniques marginalisés,.
Depuis l'indépendance du Nigeria, les minorités se sont unies pour exiger la formation de nouveaux États, dont le nombre est passé de 12 en 1967 à 36 aujourd'hui, dans le but de réduire le pouvoir régional des groupes ethniques dominants. Toutefois, cela n'a fait qu'accentuer la marginalisation des petites minorités ethniques par les minorités ethniques plus puissantes au sein de l'État. En outre, la présence limitée de mécanismes de partage du pouvoir signifie que la direction nationale du Nigeria est restée au pouvoir des groupes ethniques majoritaires. Ces derniers temps, en raison des attaques incessantes contre les communautés religieuses dans l'État de Kaduna, les parties sud et nord de l'État se sont réunies pour rechercher la création d'un nouvel État pour les deux. La partie nord a accepté que l'État de Kaduna reste pour eux tandis que la partie sud a demandé la création de l'État de Gurara pour eux. La clameur pour la création de nouveaux États et divisions peut être attribuée à une marginalisation à long terme par les gouvernements, tant au niveau fédéral qu'au niveau des États, dans différentes parties du pays.

### Minorités religieuses
Selon sa constitution, le Nigeria est un pays laïc. La Constitution interdit l'établissement d'une religion d'État et garantit le droit à la liberté de religion. Le Nigéria a une population à peu près divisée en deux, entre chrétiens majoritairement dans le sud et musulmans dans le nord, et avec une population minoritaire de fidèles de la religion traditionnelle,. Malgré les dispositions claires de la Constitution , les jours fériés nigérians honorent les jours de fête chrétiens et musulmans, mais pas les jours fériés d'aucune autre religion. Le gouvernement ne subventionne que les pèlerinages chrétiens et musulmans et autorise l'enseignement religieux chrétien et musulman dans les écoles.
Depuis janvier 2000, plusieurs États du Nord ont institutionnalisé une version de la charia. L'adoption de la charia a suscité une controverse en raison de sa violation des droits fondamentaux, tels que le droit des minorités de ces États à pratiquer leur religion, le droit à la vie et le droit de ne pas être soumis à des châtiments cruels et inhabituels.
Historiquement, la constitution nigériane autorise les tribunaux de la charia à connaître de certaines affaires, mais leur compétence est limitée aux questions de droit personnel ou familial islamique. Plusieurs gouvernements d'États du Nord ont étendu la charia aux infractions pénales, violant ainsi l'interdiction d'une religion officielle prévue par la Constitution. Ces États se sont appuyés sur une disposition constitutionnelle qui autorise le tribunal de la charia à exercer d'autres compétences que lui confère l'État en introduisant des codes pénaux fondés sur la charia. L'imposition de la charia dans certains États du Nigeria porte atteinte aux droits des musulmans et des non-musulmans. Les musulmans qui préféreraient être jugés en vertu de la Constitution ne peuvent pas le faire, et les non-musulmans se voient refuser le droit de pratiquer librement leur religion,.
Les peines sévères infligées pour des délits mineurs dans le cadre des lois pénales de la charia ont suscité des inquiétudes quant à leur violation des droits protégés par les traités internationaux relatifs aux droits de l'homme. Le Pacte international relatif aux droits civils et politiques (PIDCP), auquel le Nigéria est partie, autorise la peine de mort si elle est exécutée de la manière qui cause le moins de souffrances et uniquement dans les cas de crimes graves qui causent intentionnellement des conséquences mortelles. Selon la charia, l'adultère est puni de mort par lapidation, ce qui viole les deux conditions énoncées par le PIDCP
Dans le sud du Nigeria, en particulier dans les régions à majorité chrétienne, de nombreux droits sont refusés aux musulmans ainsi qu'aux autres minorités religieuses. Certains établissements d'enseignement ont interdit le port du hijab, qui viole le droit des femmes musulmanes à pratiquer leur religion. Certains gouvernements des États du Sud ont également rejeté de nombreuses demandes de subventions foncières pour la construction de mosquées ou d'écoles islamiques,. Dans l'ouest du Nigeria, des violences ont éclaté entre parents chrétiens et musulmans après que les autorités de l'État de Kwara ont suspendu les cours dans dix écoles historiquement chrétiennes en raison du refus d'admettre une étudiante portant le hijab dans l'une de ces écoles chrétiennes.
Dans tout le Nigeria, les minorités religieuses sont systématiquement empêchées de construire des lieux de culte et des écoles en leur refusant des concessions de terres. Les membres de groupes religieux minoritaires sont souvent attaqués lors d'émeutes et de conflits religieux.

## Perspective internationale
Selon le Département d'État américain,
Les problèmes les plus graves en matière de droits de l'homme en ... [2011] sont les exactions commises par la secte militante connue sous le nom de Boko Haram, responsable de meurtres, d'attentats à la bombe et d'autres attaques dans tout le pays, entraînant de nombreux morts, blessés et destruction généralisée de biens; les abus commis par les services de sécurité en toute impunité, notamment les meurtres, les passages à tabac, les détentions arbitraires et la destruction de biens ; et la violence sociétale, y compris la violence ethnique, régionale et religieuse. Parmi les autres problèmes graves en matière de droits de l'homme, citons la limitation sporadique du droit des citoyens à changer de gouvernement, en raison de certaines fraudes électorales et d'autres irrégularités ; les conflits d'intérêts et les exécutions extrajudiciaires à caractère politique commises par les forces de sécurité, y compris les exécutions sommaires ; la torture, le viol et autres traitements cruels, inhumains ou dégradants infligés par les forces de sécurité aux prisonniers, détenus et suspects de droit commun ; des conditions de détention difficiles et potentiellement mortelles dans les prisons et les centres de détention ; arrestation et détention arbitraires ; détention préventive prolongée ; refus d'un procès public équitable ; influence du pouvoir exécutif sur le pouvoir judiciaire et corruption judiciaire ; atteintes au droit à la vie privée des citoyens ; restrictions à la liberté d'expression, de presse, de réunion, de religion et de mouvement ; corruption des fonctionnaires ; violence et discrimination à l'égard des femmes ; maltraitance des enfants ; mutilations génitales féminines... ; le meurtre d'enfants soupçonnés de sorcellerie ; l'exploitation sexuelle des enfants ; la discrimination ethnique, régionale et religieuse ; traite des personnes à des fins de prostitution et de travail forcé; discrimination envers les personnes handicapées ; la discrimination fondée sur l'orientation sexuelle et l'identité de genre ; meurtres d'autodéfense; travail forcé et servile; et le travail des enfants.
Douze États du nord ont adopté une forme de charia dans leurs lois pénales : Bauchi, Borno, Gombe, Jigawa, Kaduna, Kano, Katsina, Kebbi, Niger, Sokoto, Yobe et Zamfara. Les lois pénales de la charia s'appliquent à ceux qui consentent volontairement à la juridiction des tribunaux de la charia et à tous les musulmans. Elle prévoit des peines sévères pour, entre autres, la consommation d'alcool, l'infidélité, les relations sexuelles entre personnes du même sexe et le vol, y compris l'amputation, le fouet, la lapidation et de longues peines d'emprisonnement.
Certains pasteurs chrétiens au Nigeria auraient été impliqués en 2009 dans la torture et le meurtre d'enfants accusés de sorcellerie. Au cours de la décennie qui s'est terminée en 2009, plus de 1 000 enfants sont assassinés en tant que « sorciers ». Ces pasteurs, dans un effort pour se distinguer de la concurrence, sont accusés de décrier la sorcellerie dans le but d'établir leurs « références ».

## Organisations et organes de défense des droits de l'homme
- Constitutional Rights Project - fondé en 1990 pour promouvoir l'état de droit au Nigeria.
- Centre nigérian pour les droits de l'homme et la démocratie - fondé en 1995 pour promouvoir la démocratie et l'application des droits.
- Human Rights Monitor - fondé en 1992 pour promouvoir les droits de l'homme.
- Institute for Dispute Resolution - fondé en 1999 pour promouvoir la résolution pacifique des conflits.
- Human Rights Law Services (Hurilaws) - créé en 2007.
- Initiative des jeunes pour la protection des droits de l'homme et la transparence (en)
- Street Priests Inc. – fondée en 2014.

## Évaluations de Freedom House
Le tableau suivant montre les notes du Nigeria depuis 1972 dans les rapports Freedom in the World, publiés chaque année par Freedom House. Une note de 1 correspond à la situation « la plus libre » et 7 « à la moins libre ».
| \| Année[128] \| Droits politiques \| Libertés civiles \| Statut \| Président[129] \| \| 1972 \| 6 \| 4 \| Partiellement libre \| Yakubu Gowon \| \| 1973 \| 6 \| 4 \| Partiellement libre \| Yakubu Gowon \| \| 1974 \| 6 \| 4 \| Partiellement libre \| Yakubu Gowon \| \| 1975 \| 6 \| 5 \| Non libre \| Murtala Muhammed \| \| 1976 \| 6 \| 4 \| Partiellement libre \| Olusegun Obasanjo \| \| 1977 \| 5 \| 4 \| Partiellement libre \| Olusegun Obasanjo \| \| 1978 \| 5 \| 3 \| Partiellement libre \| Olusegun Obasanjo \| \| 1979 \| 2 \| 3 \| Libre \| Shehu Shagari \| \| 1980 \| 2 \| 3 \| Libre \| Shehu Shagari \| \| 1981 \| 2 \| 3 \| Libre \| Shehu Shagari \| \| 1982[130] \| 2 \| 3 \| Libre \| Shehu Shagari \| \| 1983 \| 2 \| 3 \| Libre \| Shehu Shagari \| \| 1984 \| 7 \| 5 \| Non libre \| Muhammadu Buhari \| \| 1985 \| 7 \| 5 \| Non libre \| Ibrahim Babangida \| \| 1986 \| 7 \| 5 \| Non libre \| Ibrahim Babangida \| \| 1987 \| 6 \| 5 \| Non libre \| Ibrahim Babangida \| \| 1988 \| 5 \| 5 \| Partiellement libre \| Ibrahim Babangida \| \| 1989 \| 6 \| 5 \| Non libre \| Ibrahim Babangida \| \| 1990 \| 5 \| 5 \| Partiellement libre \| Ibrahim Babangida \| \| 1991 \| 5 \| 4 \| Partiellement libre \| Ibrahim Babangida \| \| 1992 \| 5 \| 4 \| Partiellement libre \| Ibrahim Babangida \| \| 1993 \| 7 \| 5 \| Non libre \| Sani Abacha \| \| 1994 \| 7 \| 6 \| Non libre \| Sani Abacha \| \| 1995 \| 7 \| 7 \| Non libre \| Sani Abacha \| \| 1996 \| 7 \| 6 \| Non libre \| Sani Abacha \| \| 1997 \| 7 \| 6 \| Non libre \| Sani Abacha \| \| 1998 \| 6 \| 4 \| Partiellement libre \| Abdulsalami Abubakar \| \| 1999 \| 4 \| 3 \| Partiellement libre \| Olusegun Obasanjo \| \| 2000 \| 4 \| 4 \| Partiellement libre \| Olusegun Obasanjo \| \| 2001 \| 4 \| 5 \| Partiellement libre \| Olusegun Obasanjo \| \| 2002 \| 4 \| 5 \| Partiellement libre \| Olusegun Obasanjo \| \| 2003 \| 4 \| 4 \| Partiellement libre \| Olusegun Obasanjo \| \| 2004 \| 4 \| 4 \| Partiellement libre \| Olusegun Obasanjo \| \| 2005 \| 4 \| 4 \| Partiellement libre \| Olusegun Obasanjo \| \| 2006 \| 4 \| 4 \| Partiellement libre \| Olusegun Obasanjo \| \| 2007 \| 4 \| 4 \| Partiellement libre \| Umaru Musa Yar'Adua \| \| 2008 \| 5 \| 4 \| Partiellement libre \| Umaru Musa Yar'Adua \| \| 2009 \| 5 \| 4 \| Partiellement libre \| Umaru Musa Yar'Adua \| \| 2010 \| 4 \| 4 \| Partiellement libre \| Goodluck Jonathan \| \| 2011 \| 4 \| 4 \| Partiellement libre \| Goodluck Jonathan \| \| 2012 \| 4 \| 5 \| Partiellement libre \| Goodluck Jonathan \| \| 2013 \| 4 \| 4 \| Partiellement libre \| Goodluck Jonathan \| \| 2014 \| 4 \| 5 \| Partiellement libre \| Goodluck Jonathan \| \| 2015 \| 4 \| 5 \| Partiellement libre \| Muhammadu Buhari \| \| 2016 \| 3 \| 5 \| Partiellement libre \| Muhammadu Buhari \| \| 2017 \| 3 \| 5 \| Partiellement libre \| Muhammadu Buhari \| \| 2018 \| 3 \| 5 \| Partiellement libre \| Muhammadu Buhari \| \| 2019 \| 4 \| 5 \| Partiellement libre \| Muhammadu Buhari \| \| 2020 \| 4 \| 5 \| Partiellement libre \| Muhammadu Buhari \| \| 2021 \| 4 \| 5 \| Partiellement libre \| Muhammadu Buhari \| \| 2022 \| 4 \| 5 \| Partiellement libre \| Muhammadu Buhari \| \| Notes: a.[131]Note that the "Year" signifies the "Year covered". Therefore the information for the year marked 2008 is from the report published in 2009, and so on. b.[132]As of 1 January. c.[133]The 1982 report covers the year 1981 and the first half of 1982, and the following 1984 report covers the second half of 1982 and the whole of 1983. In the interest of simplicity, these two aberrant "year and a half" reports have been split into three year-long reports through interpolation. \| \| \| \| \| |                   |                  |                     |                      |
| Année | Droits politiques | Libertés civiles | Statut              | Président            |
| 1972 | 6                 | 4                | Partiellement libre | Yakubu Gowon         |
| 1973 | 6                 | 4                | Partiellement libre | Yakubu Gowon         |
| 1974 | 6                 | 4                | Partiellement libre | Yakubu Gowon         |
| 1975 | 6                 | 5                | Non libre           | Murtala Muhammed     |
| 1976 | 6                 | 4                | Partiellement libre | Olusegun Obasanjo    |
| 1977 | 5                 | 4                | Partiellement libre | Olusegun Obasanjo    |
| 1978 | 5                 | 3                | Partiellement libre | Olusegun Obasanjo    |
| 1979 | 2                 | 3                | Libre               | Shehu Shagari        |
| 1980 | 2                 | 3                | Libre               | Shehu Shagari        |
| 1981 | 2                 | 3                | Libre               | Shehu Shagari        |
| 1982 | 2                 | 3                | Libre               | Shehu Shagari        |
| 1983 | 2                 | 3                | Libre               | Shehu Shagari        |
| 1984 | 7                 | 5                | Non libre           | Muhammadu Buhari     |
| 1985 | 7                 | 5                | Non libre           | Ibrahim Babangida    |
| 1986 | 7                 | 5                | Non libre           | Ibrahim Babangida    |
| 1987 | 6                 | 5                | Non libre           | Ibrahim Babangida    |
| 1988 | 5                 | 5                | Partiellement libre | Ibrahim Babangida    |
| 1989 | 6                 | 5                | Non libre           | Ibrahim Babangida    |
| 1990 | 5                 | 5                | Partiellement libre | Ibrahim Babangida    |
| 1991 | 5                 | 4                | Partiellement libre | Ibrahim Babangida    |
| 1992 | 5                 | 4                | Partiellement libre | Ibrahim Babangida    |
| 1993 | 7                 | 5                | Non libre           | Sani Abacha          |
| 1994 | 7                 | 6                | Non libre           | Sani Abacha          |
| 1995 | 7                 | 7                | Non libre           | Sani Abacha          |
| 1996 | 7                 | 6                | Non libre           | Sani Abacha          |
| 1997 | 7                 | 6                | Non libre           | Sani Abacha          |
| 1998 | 6                 | 4                | Partiellement libre | Abdulsalami Abubakar |
| 1999 | 4                 | 3                | Partiellement libre | Olusegun Obasanjo    |
| 2000 | 4                 | 4                | Partiellement libre | Olusegun Obasanjo    |
| 2001 | 4                 | 5                | Partiellement libre | Olusegun Obasanjo    |
| 2002 | 4                 | 5                | Partiellement libre | Olusegun Obasanjo    |
| 2003 | 4                 | 4                | Partiellement libre | Olusegun Obasanjo    |
| 2004 | 4                 | 4                | Partiellement libre | Olusegun Obasanjo    |
| 2005 | 4                 | 4                | Partiellement libre | Olusegun Obasanjo    |
| 2006 | 4                 | 4                | Partiellement libre | Olusegun Obasanjo    |
| 2007 | 4                 | 4                | Partiellement libre | Umaru Musa Yar'Adua  |
| 2008 | 5                 | 4                | Partiellement libre | Umaru Musa Yar'Adua  |
| 2009 | 5                 | 4                | Partiellement libre | Umaru Musa Yar'Adua  |
| 2010 | 4                 | 4                | Partiellement libre | Goodluck Jonathan    |
| 2011 | 4                 | 4                | Partiellement libre | Goodluck Jonathan    |
| 2012 | 4                 | 5                | Partiellement libre | Goodluck Jonathan    |
| 2013 | 4                 | 4                | Partiellement libre | Goodluck Jonathan    |
| 2014 | 4                 | 5                | Partiellement libre | Goodluck Jonathan    |
| 2015 | 4                 | 5                | Partiellement libre | Muhammadu Buhari     |
| 2016 | 3                 | 5                | Partiellement libre | Muhammadu Buhari     |
| 2017 | 3                 | 5                | Partiellement libre | Muhammadu Buhari     |
| 2018 | 3                 | 5                | Partiellement libre | Muhammadu Buhari     |
| 2019 | 4                 | 5                | Partiellement libre | Muhammadu Buhari     |
| 2020 | 4                 | 5                | Partiellement libre | Muhammadu Buhari     |
| 2021 | 4                 | 5                | Partiellement libre | Muhammadu Buhari     |
| 2022 | 4                 | 5                | Partiellement libre | Muhammadu Buhari     |
| Notes: a.Note that the "Year" signifies the "Year covered". Therefore the information for the year marked 2008 is from the report published in 2009, and so on. b.As of 1 January. c.The 1982 report covers the year 1981 and the first half of 1982, and the following 1984 report covers the second half of 1982 and the whole of 1983. In the interest of simplicity, these two aberrant "year and a half" reports have been split into three year-long reports through interpolation. |                   |                  |                     |                      |

## Traités internationaux
Les positions du Nigeria sur les traités internationaux relatifs aux droits de l'homme sont les suivantes :
| \| Traité \| Organisation \| Introduit \| Signé \| Accession, Ratification \| \| Convention pour la prévention et la répression du crime de génocide[134] \| Nations unies \| 1948 \| - \| 2009 (A) \| \| Convention internationale sur l'élimination de toutes les formes de discrimination raciale[135] \| Nations unies \| 1966 \| - \| 1967 (A) \| \| Pacte international relatif aux droits économiques, sociaux et culturels[136] \| Nations unies \| 1966 \| - \| 1993 (A) \| \| Pacte international relatif aux droits civils et politiques[137] \| Nations unies \| 1966 \| - \| 1993 (A) \| \| Premier protocole facultatif au Pacte international relatif aux droits civils et politiques[138] \| Nations unies \| 1966 \| - \| - \| \| Convention sur l'imprescriptibilité des crimes de guerre et des crimes contre l'humanité[139] \| Nations unies \| 1968 \| - \| 1970 (A) \| \| Convention sur l'apartheid[140] \| Nations unies \| 1973 \| 1974 \| 1977 (R) \| \| Convention sur l'élimination de toutes les formes de discrimination à l'égard des femmes[141] \| Nations unies \| 1979 \| 1984 \| 1985 (R) \| \| Convention contre la torture et autres peines ou traitements cruels, inhumains ou dégradants[142] \| Nations unies \| 1984 \| 1988 \| 2001 (R) \| \| Convention relative aux droits de l'enfant[143] \| Nations unies \| 1989 \| 1990 \| 1991 (R) \| \| Deuxième protocole facultatif se rapportant au Pacte international relatif aux droits civils et politiques, visant à abolir la peine de mort[144] \| Nations unies \| 1989 \| - \| - \| \| Convention internationale sur la protection des droits de tous les travailleurs migrants et des membres de leur famille[145] \| Nations unies \| 1990 \| - \| 2009 (A) \| \| Protocole facultatif à la Convention sur l'élimination de toutes les formes de discrimination à l'égard des femmes[146] \| Nations unies \| 1999 \| 2000 \| 2004 (R) \| \| Protocole facultatif à la Convention relative aux droits de l'enfant concernant l'implication d'enfants dans les conflits armés[147] \| Nations unies \| 2000 \| 2000 \| - \| \| Protocole facultatif sur la vente d'enfants, la prostitution des enfants et la pornographie mettant en scène des enfants[148] \| Nations unies \| 2000 \| 2000 \| 2010 (R) \| \| Convention relative aux droits des personnes handicapées[149] \| Nations unies \| 2006 \| 2007 \| 2010 (R) \| \| Protocole facultatif à la Convention relative aux droits des personnes handicapées[150] \| Nations unies \| 2006 \| 2007 \| 2010 (R) \| \| Convention internationale pour la protection de toutes les personnes contre les disparitions forcées[151] \| Nations unies \| 2006 \| 2009 \| - \| \| Protocole facultatif au Pacte international relatif aux droits économiques, sociaux et culturels[152] \| Nations unies \| 2008 \| - \| - \| \| Protocole facultatif à la Convention relative aux droits de l'enfant sur une procédure de communication[153] \| Nations unies \| 2011 \| - \| - \| |               |           |       |                         |
| Traité | Organisation  | Introduit | Signé | Accession, Ratification |
| Convention pour la prévention et la répression du crime de génocide | Nations unies | 1948      | -     | 2009 (A)                |
| Convention internationale sur l'élimination de toutes les formes de discrimination raciale | Nations unies | 1966      | -     | 1967 (A)                |
| Pacte international relatif aux droits économiques, sociaux et culturels | Nations unies | 1966      | -     | 1993 (A)                |
| Pacte international relatif aux droits civils et politiques | Nations unies | 1966      | -     | 1993 (A)                |
| Premier protocole facultatif au Pacte international relatif aux droits civils et politiques | Nations unies | 1966      | -     | -                       |
| Convention sur l'imprescriptibilité des crimes de guerre et des crimes contre l'humanité | Nations unies | 1968      | -     | 1970 (A)                |
| Convention sur l'apartheid | Nations unies | 1973      | 1974  | 1977 (R)                |
| Convention sur l'élimination de toutes les formes de discrimination à l'égard des femmes | Nations unies | 1979      | 1984  | 1985 (R)                |
| Convention contre la torture et autres peines ou traitements cruels, inhumains ou dégradants | Nations unies | 1984      | 1988  | 2001 (R)                |
| Convention relative aux droits de l'enfant | Nations unies | 1989      | 1990  | 1991 (R)                |
| Deuxième protocole facultatif se rapportant au Pacte international relatif aux droits civils et politiques, visant à abolir la peine de mort | Nations unies | 1989      | -     | -                       |
| Convention internationale sur la protection des droits de tous les travailleurs migrants et des membres de leur famille | Nations unies | 1990      | -     | 2009 (A)                |
| Protocole facultatif à la Convention sur l'élimination de toutes les formes de discrimination à l'égard des femmes | Nations unies | 1999      | 2000  | 2004 (R)                |
| Protocole facultatif à la Convention relative aux droits de l'enfant concernant l'implication d'enfants dans les conflits armés | Nations unies | 2000      | 2000  | -                       |
| Protocole facultatif sur la vente d'enfants, la prostitution des enfants et la pornographie mettant en scène des enfants | Nations unies | 2000      | 2000  | 2010 (R)                |
| Convention relative aux droits des personnes handicapées | Nations unies | 2006      | 2007  | 2010 (R)                |
| Protocole facultatif à la Convention relative aux droits des personnes handicapées | Nations unies | 2006      | 2007  | 2010 (R)                |
| Convention internationale pour la protection de toutes les personnes contre les disparitions forcées | Nations unies | 2006      | 2009  | -                       |
| Protocole facultatif au Pacte international relatif aux droits économiques, sociaux et culturels | Nations unies | 2008      | -     | -                       |
| Protocole facultatif à la Convention relative aux droits de l'enfant sur une procédure de communication | Nations unies | 2011      | -     | -                       |